# 바이오스타
바이오스타 마이크로테크 인터내셔널(Biostar Microtech International Corp, 映泰股份有限公司) 또는 간단히 바이오스타(Biostar)는 대만에 위치한 메인보드 제조업체의 하나로, 메인보드, 그래픽 카드, 확장 카드, 서멀 그리스, 헤드폰, 홈시어터 PC, 리모컨, 데스크톱, 베어본 컴퓨터, 시스템 온 칩 솔루션, 산업용 PC와 같은 컴퓨터 하드웨어 제품들을 설계하고 제조한다.
2008년에 대만 20대 글로벌 브랜드 상을 받은 바이오스타는 중국의 PC방의 메인보드 브랜드에서 1위를 달성하였으며, 그 브랜드 가치는 46,000,000 미국 달러로 추산한다.
바이오스타는 대만 주식 시장의 주요층에 등재되어 있으며 주식 ID 번호는 대만: 2399이다.

## 역사
이 회사는 1986년에 설립되었으며 XT 폼팩터 메인보드를 제조하다가 나중에는 애드온 카드를 제조하기 시작했다. 1999년 바이오스타는 대만 증권거래소에 등재되었고 같은 해에 ISO 9001 표준 인증을 받았다. 바이오스타는 SI/OEM 시장에서 채널 마켓으로 이동하였다.
2004년 8월 1일, 엔비디아 엔포스 기반 메인보드의 성공적인 협업을 이미 달성한 바이오스타는 그래픽 솔루션 중 엔비디아와의 1등급 파트너가 되었다.
바이오스타는 2003년 5월 무선랜을 내장한 메인보드를 런칭한 최초의 제조업체이며, 이 메인보드 P4TCA는 당시 인텔의 플래그십 i875P Canterwood 칩셋에 기반을 두었다. 바이오스타는 2007년 6월 세계 최초의 AM2/AM2+ 메인보드(TF560 A2+)를 선보였으며 소켓 AM2 애슬론 64와 AM2+ AMD 페넘 프로세서를 장착할 수 있었다.

## 제품

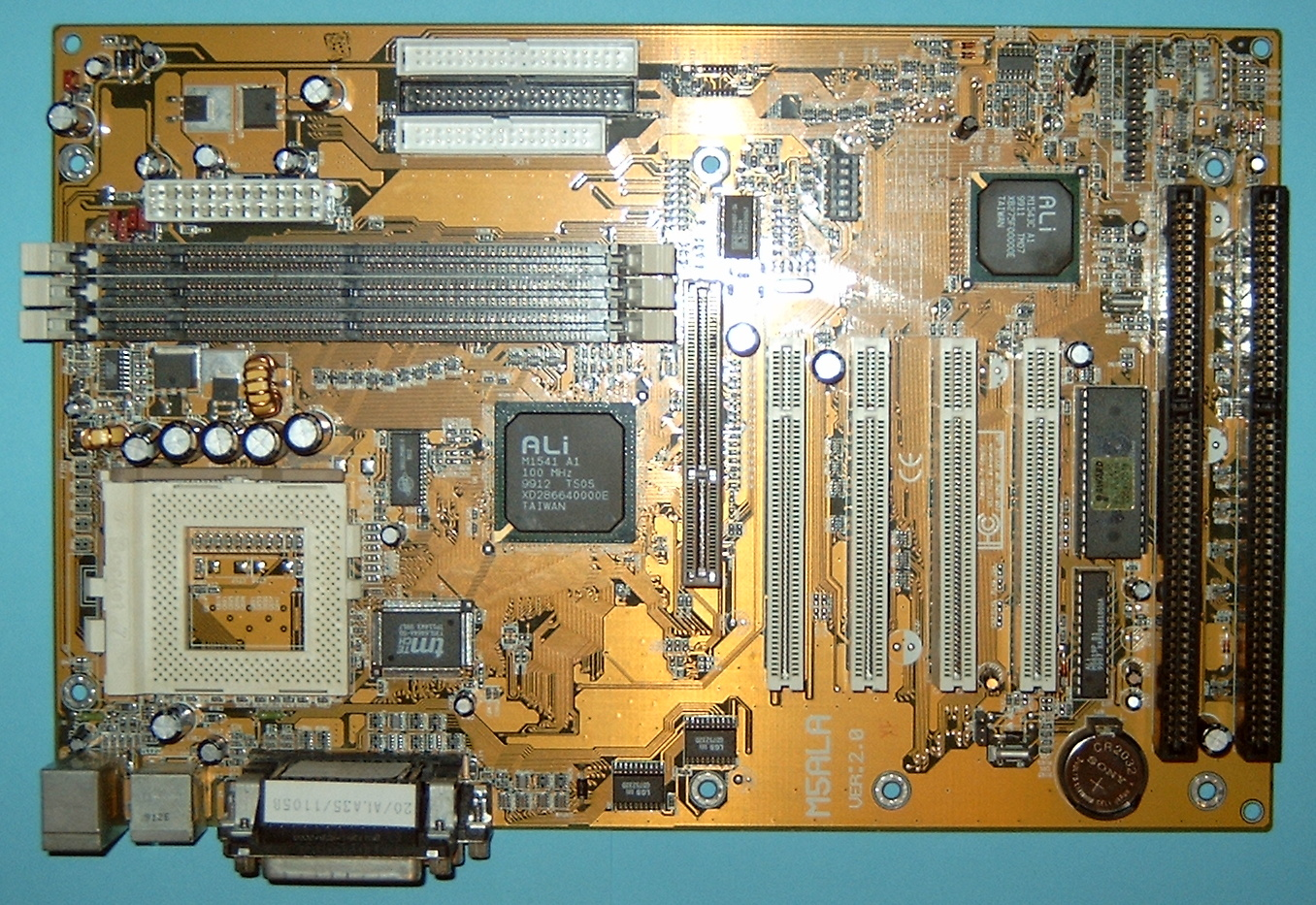
바이오스타 M5ALA Rev.2.0 ALi 알라딘 V 칩셋

## 같이 보기
- 대만의 기업 목록
- 애즈락
- 에이수스
- DFI
- 엘리트그룹 컴퓨터 시스템스 (ECS)
- EVGA 코퍼레이션
- 기가바이트 테크놀로지
- 마이크로-스타 인터내셔널 (MSI)